# Cedomil Goic
Čedomil Goić Goić (Antofagasta, 3 de marzo de 1928) es un distinguido profesor y crítico literario chileno.

## Biografía
Obtuvo el grado académico de Doctor en Filosofía en la Universidad de Chile. Durante su carrera, ha sido director del Centro de Estudios de Literatura Chilena de la Pontificia Universidad Católica de Chile y director fundador de las revistas de análisis literario Revista Chilena de Literatura y Anales de Literatura Chilena. Además fue fundador de la revista del Departamento de Lenguas Romances de la Universidad de Míchigan: Dispositio.
En 1969 fue galardonado con el Premio Municipal de Santiago en la categoría ensayo, gracias a su obra La novela chilena.
Es conocido por introducir el concepto de generaciones al momento de estudiar la historia de la literatura chilena.

## Obras
Cronología de obras
- 1956 - «La Poesía de Vicente Huidobro»
- 1968 - «La novela chilena»
- 1972 - «Historia de la Novela Hispanoamericana»
- 1983 - «La novela de la revolución mexicana»
- 1988, 1989, y 1991 - «Historia y Crítica de la Literatura Hispanoamericana»
- 1992 - «Los mitos degradados»
- 2006 - "Letras del Reino de Chile"
- 2009 - "Brevísima relación de la historia de la novela hispanoamericana"
- 2012 - "Vicente Huidobro. Vida y obra. Las variedades del creacionismo"
- 2012 - "Estudios de poesía. Cartas poéticas, otros poemas largos y poesía breve"
- 2012 - "Bibliografía de Autores Chilenos de Ascendencia Croata, 1888-2012"
- 2016 - "Obra selecta. Tomo I, Letras del Reino de Chile-Narrativa. Tomo II, Poesía-Teatro-Teoría e Historiografía Literaria"